# (3485) Barucci
Pour les articles homonymes, voir Barucci.
(3485) Barucci est un astéroïde de la ceinture principale.

## Description
(3485) Barucci est un astéroïde de la ceinture principale. Il fut découvert le 11 juillet 1983 à la station Anderson Mesa par Edward L. G. Bowell. Il présente une orbite caractérisée par un demi-grand axe de 2,44 UA, une excentricité de 0,17 et une inclinaison de 1,8° par rapport à l'écliptique.

## Compléments